# Floare albastră
„Floare albastră” este o poezie scrisă de Mihai Eminescu și publicată la 1 aprilie 1873 în revista Convorbiri literare. Poezia „Floare albastră” constituie, după cum a spus Vladimir Streinu „primul mare semn al operei viitoare”.
Precedată în timp de unele mari creații cum sunt „Venere și Madonă”, „Epigonii”, „Mortua est” și „Egipetul”, urmată de „Împărat și proletar”, „Călin-File din poveste” sau „Strigoii”, poezia „Floare albastră” își are punctul de plecare în mitul romantic al aspirației către un ideal înalt, de fericire, încununat de o iubire pură, desăvârșită.
Astfel, poezia „Floare albastră” este o meditație pe tema iubirii, o idilă desfășurată într-un cadru feeric, în care visul romantic prefigurează peisajul, putându-se confunda cu natura, dar și o elogiază pe tema fericirii și a iubirii ca formă de cunoaștere.

## Titlul poeziei
Titlul poeziei este alcătuit din două sintagme: „floare”, reprezentând efemeritatea, delicatețea și „albastră” sugerând infinitul cosmic, dar și aspirația. Titlul este și o metaforă simbol, un motiv romantic care apare și în alte literaturi. În literatura germană, în lirica lui Novalis, floarea albastră se metamorfozează în femeie luând chipul iubitei și tulburând inima eroului. Motivul florii albastre apare și la Leopardi, iar la Eminescu floarea albastră reprezintă voința, dar și nostalgia nesfârșitului sau femeia ideală. De asemenea, albastrul simbolizează infinitul, depărtările mării și ale cerului, iar floarea poate fi ființa care păstrează dorințele.
În „Floare albastră”, Eminescu evocă amintirea unui proiect erotic eșuat, dar eșuat din cauza confuziei bărbatului asupra căilor omului de a fi fericit. Orgolios, acesta nu vrea să se lase amăgit de instincte și aspiră spre cunoaștere, spre căutarea Absolutului. Copila nevinovată care-l avertizează: Nu căta în departare/ Fericirea ta, iubite!, îmbiindu-l spre jocul voluptuos al idilei, are intuiția adevărului, pe care poetul îl descoperă după epuizarea, prin experiență, a celorlalte căi. Dar, aflat sub scurgerea timpului (aici începe tema fundamentală a poeziei), omul nu se mai poate întoarce și clipa consonanței sufletești, care i-ar fi putut aduce fericirea, rămâne în veci pierdută: „Și te-ai dus, dulce minune/ Și-a murit iubirea noastră/ Floare-albastră! Floare-albastră/ Totuși este trist în lume”.

## Tema
Amintirea devine prilej de meditație asupra fragilității ființei umane în Univers. Din această perspectivă, condiția omului este tristă, pentru că este repede trecător; nu poate reveni asupra erorilor de conduită existențială, dar nici nu poate păstra, atunci când trăiește, clipa fericirii. Asta este ceea ce Eminescu face, suprapunând peste tema erotică a poeziei, o alta temă, a timpului, care este motivul fundamental al întregii sale creații romantice. De aceea, ”Floare albastra” este nu numai o poezie de dragoste, cum apare la prima lectură, ci și o meditație cu rezonanțe mai grave asupra condiției umane în genere.
Această interpretare înlătură și controversele iscate în primele ediții ale poeziilor lui Eminescu, în care unii editori au publicat varianta „Totul este trist în lume”, adverbul „totuși” părându-li-se nefiresc și în afara realității estetice a acestei poezii de dragoste. Însă cuvântul așezat de poet în finalul micului său poem este cum nu se poate mai sugestiv și plin de ecouri metafizice.

## Planuri
Poezia este construită pe două planuri distincte, inegale ca întindere și cu pondere inversată în accentuarea ideii de bază: un plan este al femeii, celălalt al bărbatului. Femeia este o copilă naivă, dornică de a se realiza prin iubire. Bărbatul este un contemplativ, sedus de dulceața jocului inocent, dar încrâncenat să atingă Absolutul, preocupat, într-un ceas când putea să cunoască fericirea, de altceva, mai înalt și mai înțelept, după cum reiese din îngăduința sa față de prea plinul pasional al fetei: „Eu am râs, n-am zis nimica”.

## Planul feminității
Planul feminității (cuprins în strofele 1-3 și 5-12) are forma unui monolog, alcătuit în prima parte dintr-un reproș, și apoi, în partea următoare, dintr-o provocare inocentă, care este un act de seducție. Reproșul este expresia intuiției feminine, care simte în diversitatea preocupărilor abstracte ale bărbatului pericolul înstrăinării. Cufundarea lui „în stele și în nori și-n ceruri nalte”, gândirea lui plină de imaginile „câmpiilor Asire”, ale „întunecatei mări” și ale „învechitelor piramide” care „urcă-n cer vârful lor mare” o determină să-l avertizeze asupra capcanei în care ar putea să cadă, confundând căile fericirii: ”Nu căta în departare/ Fericirea ta, iubite!”.
Provocarea pe care o lansează (strofele 5-12) izvorăște dintr-o nevoie demonstrativă, pare o lecție de inițiere într-un segment al existenței pe care bărbatul îl minimalizează. De aceea, proiectul ei erotic este de o mare fascinație, poartă în el toate atuurile tentației: natura este paradisiacă, iubita este frumoasă și „nebună”, adică disprețuitoare de convenții, dragostea este neprefăcută și totală, mută și inocentă. Eminescu recompune idila imaginată de fată după modelul biblic al perechii unice în grădina raiului. Cadrul natural este însă autohtonizat: e „gura raiului” din cântecul popular, cu luminișuri, cu stânci gata să se prăvale în prăpastie, cu izvoare care plâng, cu trestii înalte și foi de mure, cu soare și lună. Autohtonizat este și limbajul copilei, care se alintă în spiritul oralității țărănești: ”de ce m-ai uitat încalte”, „voi cerca”, „mi-oi desface”, „cine treabă are”. „Povestea” fetei reprezintă în fapt o alternativă existențială împotriva durerii de a fi, de care suferă bărbatul eminescian: acceptarea instinctualității aduce fericirea de a fi. Dulcea copilă apare astfel într-o altă ipostază, mult mai profundă, devine simbol al unei speranțe la care omul n-a renunțat niciodată. Ea descoperise pe căi mai simple și mai directe, un adevăr fundamental, pe care bărbatul se încăpățânează să-l ignore: „Ah! Ea spuse adevărul” , „Eu am râs, n-am zis nimica”.

## Planul bărbatului
Planul bărbatului, foarte redus (cuprins în strofele 4 și 13-14), are dublu rol, fixează „povestea” în interiorul unei amintiri și conferă poeziei caracterul de meditație. Senzația de poveste evocată este dată de prezența în text a unui narator, marcat de pronumele personal „eu”, și a unor scurte precizări, care delimitează planurile: „Astfel zise mititica/ Dulce netezindu-mi părul” sau „Înc-o gură-și dispare.../Ca un stâlp eu stam în lună”, apoi în final „Și te-ai dus.../Și-a murit iubirea noastră”. Aceste detalii, completate de exclamații meditative: „Ah! Ea spuse adevărul” sau „Floare-albastră/floare-albastră.../Totuși este trist în lume!” demonstrează că povestea de dragoste este pusă într-o ramă, într-o altă poveste, a bărbatului. Rezultă că planul al doilea, atât de redus în economia poemului, deține rolul esențial în conturarea ideii de bază a poeziei, primul plan, al idilei, fiind încorporat într-o meditație senină și luminoasă, marcată însă de o iremediabilă tristețe.

## Stil
Din punct de vedere stilistic, „Floare albastră” surprinde, ca și celelalte idile, prin prospețimea și naturalețea limbajului, prin grația exprimării. Aceste trăsături rezultă din valorificarea extraordinar de rafinată a lexicului popular, a vorbirii țărănești și a fonetismelor caracteristice graiului moldovenesc.
De observat, mai întâi, spațiul artistic care formează cadrul limitat și echilibrat al idilei. Noțiunile care-l compun, exprimate prin substantive-singure sau în construcții specifice- se circumscriu unei geografii a ruralității semi-montane: cadrul de verdeață, izvoare, stânca, bolta cea senină, foi de mure, sat, vale, al porții prag. Sunt cuvinte care aparțin fondului lexical de bază al limbii române, de o mare concretețe, accentuată deseori prin determinări substantivale (ochiu de pădure, foi de mure, bolți de frunze) sau adjectivale (bolta cea senină, trestia cea lină), care devin epitete sugestive, ornate pentru a picta o natură bogată, paradisiacă. Acest cadru, care reface imaginea Edenului cu unele elemente autohtone, se află în antiteză cu cel sugerat la inceput în monologul fetei, unde stelele, norii, câmpiile Asire, întunecata mare și piramidele învechite construiesc un spațiu străin și abstract, incompatibil cu locul iubirii. Cuvintele, deși foarte cunoscute, aparțin acum altui orizont lingvistic, fata încercând prin ele să schițeze universul spiritual al poetului. Expresivitatea nu mai e dată de epitete, generale și cuminți, fără putere de individualizare: ceruri nalte, întunecata mare, piramidele-nvechite, ci doar de cele câteva verbe din limbajul popular (a cufunda, a grămădi), care în contextul dat devin metafore personificatoare.
De reținut în al doilea rând, mijloacele verbale care sugerează starea de grație a fetei, psihologia ei agresiva. Volubilitatea ei seducătoare se înfățișează în haina oralității populare, cu unele accente regionale: încalte, vom sedea, mi-i spune, voi cerca, mi-i ținea, cine cui ce-i pasa.
Toate aceste procedee confera poeziei o naturalețe a exprimării și o limpezime a ideilor care produc aproape spontan adeziunea cititorului. Poziția adverbului „totuși” îl smulge din reveria provocată de contemplarea tabloului edenic și-l aruncă în zonele incerte ale îndoielii filozofice. Eminescu a mizat aici pe o capcană a sintaxei limbii române. Propozitia „Totuși este trist în lume” pare să închidă într-o concluzie, sensul întregului tablou anterior. În realitate, deschide un nou sens, neexprimat, dar presupus, deoarece „totuși” este un adverb de mod cu înțeles concesiv, care este de obicei folosit ca un corelativ în regenta unei propoziții subordonate concesive, care aici lipsește. Ceea ce înseamnă că Eminescu gândește în continuare la această propoziție, dar nu o mai exprimă, lăsându-l pe cititor să o recompună și să-i ghicească motivul tristeții.
Prin această interpretare, misterul unei controverse vechi din istoriografia noastră literară ar putea fi elucidat. Important rămane însă faptul că semnificațiile întregului poem pivotează în jurul unui cuvânt, a cărui încărcătură stilistică, dirijată de gândirea înaltă a poetului, depășește cu mult condiția lui, modestă de adverb.

## Versificație
Versificația este trohaică, în spiritul metricii populare, ceea ce înseamnă că accentele produc un ritm coborâtor, de alintare, dar și de tânguire. Nu altfel sunt manifestările fetei care se plânge galeș de pericolul de a fi părăsită și se alintă într-un spectacol erotic, prin care încearcă să-l seducă pe bărbatul ales.
Versurile sunt scurte și uniforme; aproape toate au opt silabe, cu excepția versului întâi și patru din strofele șapte, zece, doisprezece care sunt de șapte silabe. Rima, cu rare asonanțe (caldură-gură, frunze-ascunse), ceea ce conferă versurilor de mijloc o sonoritate melodioasă, înaltă și alungită prin aliterație. Sonoritatea aceasta este apoi tăiată de versul final al fiecărei strofe care dă ritm întregului ansamblu muzical al poeziei.
Toate acestea fac din poezia „Floare albastră” care cultivă forma de expresie a unui „clasicism romantic” o adevarată capodoperă a poeziei eminesciene.